# Tribunal Internacional per Crims Contra la Humanitat Comesos pel Consell de Seguretat de Nacions Unides a l'Iraq
El Tribunal Internacional per Crims Contra la Humanitat Comesos pel Consell de Seguretat de Nacions Unides a l'Iraq va ser una iniciativa cívica d'intel·lectuals, polítics i professionals del dret de tot el món de l'àmbit de l'esquerra, realitzada a Madrid els dies 16 i 17 de novembre de 1996, seguint l'exemple del Tribunal Russell, per a condemnar moralment les tràgiques conseqüències de l'embargament de l'ONU sobre la població civil del país mesopotàmic.

## El tribunal
Acusats: el Consell de Seguretat de l'ONU i tots els seus membres (amb esment especial als Estats Units i Regne Unit). Càrrecs: genocidi, crims contra la humanitat i ús d'armes de destrucció massiva contra el poble de l'Iraq.
En el tribunal, figuraven membres destacats com Ahmed Ben Bella, primer president d'Algèria després de la independència; Haidar Abdel-Shafi, diputat palestí i cap de la delegació que va acudir a la conferència de Pau per a Orient Mitjà el 1991; i Mohamed Basri, històric líder del socialisme marroquí. Per part espanyola, entre d'altres, diputats com Pablo Castellano, Ángeles Maestro Martín i Paco Frutos, l'economista Juan Francisco Martín Seco, el magistrat Joaquín Navarro Estevan, l'exeurodiputat Juan María Bandrés, els històrics sindicalistes Marcelino Camacho i Nicolás Redondo, i els catedràtics Javier Sádaba (filòsof) i Pedro Martínez Montávez (arabista). L'exfiscal general dels EUA Ramsey Clark va ser l'encarregat de llegir l'acta d'acusacions.